# Heinz Willmann

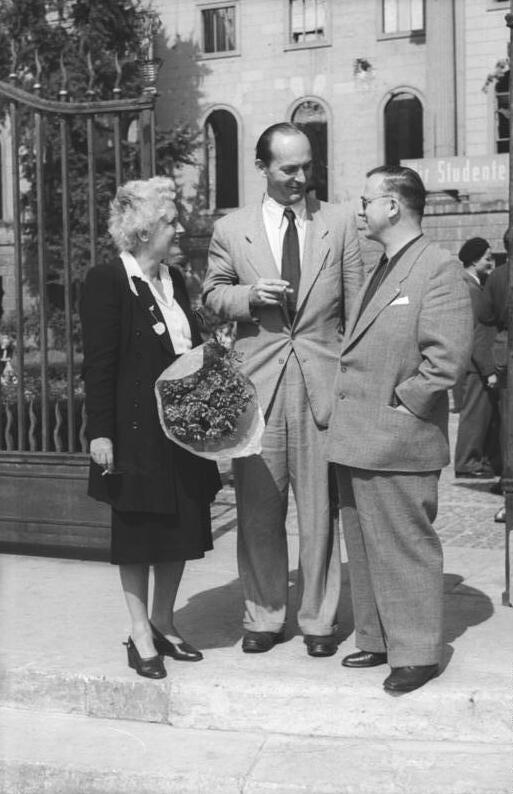
Robert Havemann (Mitte), Heinz Willmann (rechts) vor der Humboldt-Universität Berlin (1950)

Heinrich („Heinz“) Willmann (* 9. Juli 1906 in Unterliederbach; † 22. Februar 1991 in Berlin) war ein deutscher KPD-Funktionär. In der DDR war er Funktionär im Kulturbund und im Friedensrat sowie Diplomat.

## Leben
Willmann, Sohn eines Möbeltischlers und einer Näherin, besuchte von 1912 bis 1920 die Volksschule und machte 1920/21 eine Ausbildung in der Forstwirtschaft und zwischen 1921 und 1928 zum Kaufmann. Anschließend war er als Werbefachmann und Spediteur tätig. Willmann besucht zugleich jedoch Abendkurse für englische Sprache, Literatur und vergleichende Sprachwissenschaft an der TH Darmstadt und an der Universität Frankfurt.
1921 wurde er Mitglied der Internationalen Arbeiterhilfe (IAH), 1922 der Sozialistischen Arbeiter-Jugend (SAJ) und des Allgemeinen Deutscher Gewerkschaftsbundes (ADGB). Von 1922 bis 1926 war Mitglied des Kommunistischen Jugendverbandes Deutschlands (KJVD) und ab 1926 der KPD. Willmann war 1926 Agitprop-Leiter des KPD-Unterbezirks Hessen-Süd; 1927/28 der KPD-Bezirksparteischule Hessen-Frankfurt. Ab 1928 war er Mitarbeiter des Neuen Deutschen Verlags in Berlin, zwischen 1929 und 1933 dann Leiter von deren Vertriebsstellen sowie Instrukteur. Von 1929 bis 1931 zugleich Referent und Mitglied der KPD-Bezirksleitung Wasserkante, sowie Mitarbeiter der Arbeiter Illustrierten Zeitung (AIZ). Ab 1931 war Willmann schließlich Mitarbeiter der Abteilung Agitprop des ZK der KPD.
Nach der „Machtergreifung“ durch die Nationalsozialisten 1933 betätigte sich Willmann weiterhin illegal politisch und arbeitete am Braunbuch mit. Er sammelte als Reisevertreter Informationen für die Redaktion der AIZ in Prag. Noch im selben Jahr wurde er wegen verbotener Schriften verhaftet und verbrachte sieben Monate in sogenannter „Schutzhaft“ im KZ Fuhlsbüttel. 1934 emigrierte Willmann in die Tschechoslowakei und war dort erneut für die AIZ tätig und verfasste seine Erlebnisse im KZ in der Hölle Fuhlsbüttel für den Gegen-Angriff von Fritz Erpenbeck. 1934 war er kurzzeitig als AIZ-Werbeleiter in der Schweiz unterwegs, wurde aber wegen Passvergehens verhaftet und nach Frankreich ausgewiesen. Mithilfe der IAH gelang es ihm nach Prag zurückzukehren. Ab November 1934 aktiv in der Wahlarbeit in Saarbrücken gegen die Rückgliederung des Saarlandes nach NS-Deutschland, war Willmann Leiter einer Pressestelle und im Dezember 1934 Mitorganisator des Saarländischen Sozialpolitischen Kampfkongresses. Nach der Saarabstimmung im Januar 1935 ging Willmann nach Paris und war dort Mitarbeiter des Internationalen Thälmann-Befreiungskomitees. Im Mai 1935 emigrierte Willmann in die Sowjetunion und war dort zunächst Mitarbeiter im Thälmann-Komitee des ZK der KPD unter der Leitung von Willi Kropp, dann als Referent in der deutschen Abteilung der Verlagsgenossenschaft Ausländischer Arbeiter sowie publizistisch und verlegerisch tätig.
Von 1937 bis 1945 war er Redakteur der von Johannes R. Becher geleiteten Zeitschrift Internationale Literatur. Deutsche Blätter sowie literarischer Mitarbeiter des Moskauer Rundfunks. Zwischen Oktober 1941 und 1942 war Willmann in Kuibyschew evakuiert, dort Mitarbeiter im Informationsbüro des sowjetischen Außenministeriums und bei Radio Moskau, sowie Verfasser von Flugblättern. Von August bis November 1942 war er als Holzarbeiter an der Wolga tätig, anschließend dann Mitarbeiter des Nationalkomitees Freies Deutschland (NKFD) und 1944/45 an der Ausarbeitung programmatischer Dokumente der KPD für die Nachkriegszeit (schulpolitische Leitlinien und Lehrpläne) beteiligt.
Im Juni 1945 kehrte Willmann nach Deutschland zurück und wurde der Gruppe Ulbricht zugeteilt. Er gehörte zu den Mitbegründern des Kulturbundes. Von 1945 bis 1950 war er dessen Generalsekretär beziehungsweise Bundessekretär, bis 1991 war er Mitglied seines Präsidialrates. Willmann gehörte 1945 auch zu den Mitbegründern des Aufbau-Verlags und der Zeitschrift Der Sonntag. 1946 wurde Willmann Mitglied der SED. Von Januar bis Juni 1950 war er Sekretär des Kulturfonds der DDR, von 1950 bis 1966 Leiter beziehungsweise Generalsekretär des Komitees der Kämpfer für den Frieden (später Friedensrat), anschließend von 1966 bis 1990 Mitglied des Präsidiums. Von 1950 bis 1966 war er zudem Mitglied des Weltfriedensrats und seines Büros. Von 1965 bis 1969 war er im diplomatischen Dienst der DDR tätig, 1966/67 unter anderem als Botschafter in der Tschechoslowakei. Aus gesundheitlichen Gründen schied er aus dem diplomatischen Dienst aus und war nur noch als Publizist und Autor tätig.
Heinz Willmanns Urne wurde auf dem Zentralfriedhof Berlin-Friedrichsfelde in der Gräberanlage für Opfer des Faschismus und Verfolgte des Naziregimes beigesetzt.

## Auszeichnungen
- 1955 – Vaterländischer Verdienstorden (VVO) in Silber
- 1955 – Friedensmedaille
- 1960 – Banner der Arbeit
- 1966 – VVO in Gold
- 1966 – Johannes-R.-Becher-Medaille
- 1976 – Stern der Völkerfreundschaft
- 1985 – Dr. h. c. der Karl-Marx-Universität Leipzig
- 1986 – Ehrenspange zum VVO

## Schriften
- Hölle Fuhlsbüttel. In: Der Gegen-Angriff. Antifaschistische Wochenschrift. Prag 1934.
- Zwei Jahre Kulturbund. Ein Tätigkeitsbericht. Aufbau-Verlag, Berlin 1947.
- Der Frieden muss verteidigt werden. Rede des Generalsekretärs Heinz Willmann auf der Präsidiumsitzung des Deutschen Friedenskomitees Juli 1952. Deutsches Friedenskomitee, Berlin 1952.
- Japan – im Schatten des Pikadan. Verlag der Nation, Berlin 1959.
- Friedensidee und Friedensbestrebungen in unseren Tagen. Zum 15jährigen Bestehen der Weltfriedensbewegung. Berlin 1963. (=Hefte aus Burgscheidungen 103)
- Die Weltfriedensbewegung – ein gewichtiger Faktor in der Weltpolitik. In: Zeitschrift für Geschichtswissenschaft. 12. Jg., 1964, S. 193–212. ISSN 0044-2828
- Geschichte der Arbeiter-Illustrierten Zeitung 1921 bis 1938. Dietz, Berlin 1974. (Lizenzausgabe: deb, Westberlin 1975, ISBN 3-920303-21-0).
- Steine klopft man mit dem Kopf. Lebenserinnerungen. Verlag Neues Leben, Berlin 1977.
- Das sowjetische Volk war uns immer Freund und Helfer. In: Im Kampf bewährt. Erinnerungen deutscher Genossen an den antifaschistischen Widerstand von 1933 bis 1945. Eingel. und zsgest. von Heinz Voßke. 2. durchges. und erw. Aufl. Dietz Verlag, Berlin 1977, S. 377–415.